# Convenio de Berna para la Protección de las Obras Literarias y Artísticas

Estados partes del Convenio de Berna (En azul).

El Convenio de Berna para la Protección de las Obras Literarias y Artísticas, más conocido como el Convenio de Berna, Convención de Berna, CBERPOLA o Tratado de Berna, es un tratado internacional sobre la protección de los derechos de autor sobre obras literarias y artísticas. Su primer texto fue firmado el 9 de septiembre de 1886, en Berna (Suiza). Ha sido completado y revisado en varias ocasiones, siendo enmendado por última vez el 28 de septiembre de 1979.
La Convención de Berna se apoya en tres principios básicos y contiene una serie de disposiciones que determinan la protección mínima de obras literarias y artísticas que se concede al autor, además de las disposiciones especiales disponibles para los países en desarrollo que tuvieran interés en aplicarlos. Hasta mayo de 2025, 181 estados son parte del Convenio.

## Contenido del Convenio
La Convención de Berna requiere que sus partes traten los derechos de autor de las obras de autores de otras partes de la convención (conocidos como miembros de la Unión de Berna) al menos, así como los de sus propios ciudadanos. Por ejemplo, la ley de derechos de autor francesa se aplica a todo lo publicado o realizado en Francia, independientemente de dónde se creó originalmente.
Además de establecer un sistema de igualdad de trato que armonizara el derecho de autor entre las partes, el acuerdo también requería que los Estados miembros establecieran normas mínimas estrictas para la ley de derechos de autor.
Los derechos de autor bajo el Convenio de Berna deben ser automáticos; está prohibido exigir el registro formal. Sin embargo, cuando Estados Unidos se unió a la Convención el 1 de marzo de 1989, continuó haciendo que los daños legales y los honorarios de abogados solo estuvieran disponibles para obras registradas.
Sin embargo, Moberg v Leygues (una decisión de 2009 de un Tribunal de Distrito Federal de Delaware) sostuvo que se supone que las protecciones de la Convención de Berna son esencialmente "sin fricción", lo que significa que no se pueden imponer requisitos de registro en un trabajo de un país miembro diferente de Berna. Esto significa que los países miembros de Berna pueden exigir que las obras originarias de su propio país estén registradas y / o depositadas, pero no pueden exigir estas formalidades de obras de otros países miembros de Berna.
Los tres principios básicos son los siguientes:
1. Las obras literarias y artísticas de autores de los países de la Unión, o publicadas por primera vez en uno de dichos países, podrán recibir en cada uno de los demás estados contratantes la misma protección que estos otorgan a las obras de sus propios ciudadanos.
2. Esa protección no debe estar condicionada al cumplimiento de formalidad alguna.
3. Esa protección es independiente de la existencia de una protección correspondiente en el país de origen de la obra. Sin embargo, si un estado contratante provee un plazo más largo que el mínimo prescrito por la convención, y la obra deja de estar protegida en el país de origen, la protección le puede ser negada una vez que cese la protección en el país de origen.

En cuanto a las obras, la protección debe incluir todas las producciones en el dominio literario, científico y de artes plásticas, cualquiera que pueda ser su modalidad o forma de expresión (artículo 2). Los siguientes derechos figuran entre los que deben ser reconocidos como derechos exclusivos de autorización: los derechos de traducir, de hacer adaptaciones y arreglos de la obra; de interpretar en público obras dramáticas, dramático-musicales y musicales; de recitar en público obras literarias; de comunicar al público la interpretación de esos trabajos; de difundirlos; de reproducirlos en cualquier modalidad o forma; de usar las obras como base para un trabajo audiovisual; y de reproducir, distribuir, interpretar en público o comunicar al público esa obra audiovisual.
La convención abarca también los "derechos morales", es decir, el derecho de reclamar la autoría de la obra y el derecho de oponerse a cualquier mutilación, deformación u otra modificación de la misma, o bien, de otras acciones que dañan la obra y podrían ser perjudiciales para el honor o el prestigio del autor.
En cuanto a la vigencia de la protección, la regla general dispone que se deberá conceder protección, como mínimo, hasta que concluya un periodo de 50 años a partir de la muerte del autor.
Por Obras literarias y artísticas se entienden todas las producciones en el campo literario, científico y artístico, cualquiera que sea el modo o forma de expresión, tales como los libros, folletos y otros escritos; las conferencias, alocuciones, sermones y otras obras de la misma naturaleza; las obras dramáticas o dramático-musicales; las obras coreográficas y las pantomimas; las composiciones musicales con o sin letra; las obras cinematográficas, a las cuales se asimilan las obras expresadas por procedimiento análogo a la cinematografía; las obras de dibujo, pintura, arquitectura, escultura, grabado, litografía; las obras fotográficas a las cuales se asimilan las expresadas por procedimiento análogo a la fotografía; las obras de artes aplicadas; las ilustraciones, mapas, planos, croquis y obras plásticas relativos a la geografía, a la topografía, a la arquitectura o a las ciencias.
Los elementos esenciales del convenio de Berna son:
1. Conformación de la unión para la protección de autores de obras literarias y artísticas.
2. Reciprocidad de protección, condicionada al cumplimiento de la legislación del país donde se vaya a presentar la obra.
3. Se considera país de origen de una obra donde se publique por primera vez; y en caso de una obra inédita, en el país de nacimiento del autor.
4. Se gozará del convenio sin distinción de nacionalidad.
5. Se establecen límites en la traducción y presentación, siguiendo el criterio del autor.
6. La traducción se protege 10 años luego de la publicación original de la obra.
7. Protección a todas las obras que no habían entrado al dominio público.
8. Aplicación del convenio a todas las colonias de los países de la unión.
9. Se crea la oficina de la unión internacional para la protección de obras literarias y artísticas.
10. Se establecerá el embargo de las obras que sean fraudulentas y atenten contra los derechos intelectuales.
11. ANEXO. Se entiende que la fotografía y la coreografía son de producción intelectual, y reciben la misma protección susodicha.

## Historia
La Convención de Berna se desarrolló a instancias de Victor Hugo, que era integrante de la Association Littéraire et Artistique Internationale. Por lo tanto, fue influenciado por el 'derecho del autor' francés (droit d'auteur), que contrasta con el concepto anglosajón de 'copyright', que solo se ocupaba de las preocupaciones económicas. Según la Convención, los derechos de autor de las obras creativas están vigentes automáticamente desde su creación sin ser afirmados o declarados. Un autor no necesita "registrarse" o "solicitar" un derecho de autor en países adheridos a la Convención. Tan pronto como una obra es "fijada"; es decir, escrita o grabada en algún medio físico, su autor tiene derecho automáticamente a todos los derechos de autor de la obra y a cualquier obra derivada, a menos que el autor los niegue explícitamente o hasta que el copyright expire. Los autores extranjeros tienen los mismos derechos y privilegios para el material con derechos de autor que los autores nacionales en cualquier país que haya ratificado la Convención.
Antes de la Convención de Berna, la legislación sobre derechos de autor seguía siendo descoordinada a nivel internacional. Entonces, por ejemplo, un trabajo publicado en Gran Bretaña por un ciudadano británico estaría cubierto por derechos de autor allí, pero cualquier persona en Francia podría copiarlo y venderlo. El editor neerlandés Albertus Willem Sijthoff, quien saltó a la fama en el comercio de libros traducidos, escribió a la reina Wilhelmina de los Países Bajos en 1899 en oposición a la convención por la preocupación de que sus restricciones internacionales sofocarían la industria gráfica neerlandesa.
El Convenio de Berna siguió los pasos del Convenio de París para la Protección de la Propiedad Industrial de 1883, que de la misma manera había creado un marco para la integración internacional de los otros tipos de propiedad intelectual: patentes, marcas y diseños industriales.
Al igual que el Convenio de París, el Convenio de Berna creó una oficina para manejar tareas administrativas. En 1893, estas dos pequeñas oficinas se fusionaron y se convirtieron en las Oficinas Internacionales Unidas para la Protección de la Propiedad Intelectual (mejor conocidas por su acrónimo francés BIRPI), situadas en Berna. En 1960, BIRPI se mudó a Ginebra, para estar más cerca de las Naciones Unidas y otras organizaciones internacionales en esa ciudad. En 1967, se convirtió en la Organización Mundial de la Propiedad Intelectual (OMPI), y en 1974 se convirtió en una organización dentro de las Naciones Unidas.
La Convención de Berna fue completada en París en 1886, revisada en Berlín en 1908, completada en Berna en 1914, revisada en Roma en 1928, en Bruselas en 1948, en Estocolmo en 1967 y en París en 1971, y fue enmendada en 1979.
El Tratado de Derecho de Autor de la Organización Mundial de la Propiedad Intelectual fue adoptado en 1996 para abordar los problemas planteados por la tecnología de la información e Internet, que no fueron abordados por el Convenio de Berna.